# Казер
Казе́р (фр. Cazères, окс. Casèras) — коммуна во Франции, находится в регионе Юг — Пиренеи. Департамент — Верхняя Гаронна. Административный центр кантона Казер. Округ коммуны — Мюре.
Код INSEE коммуны — 31135.

## География

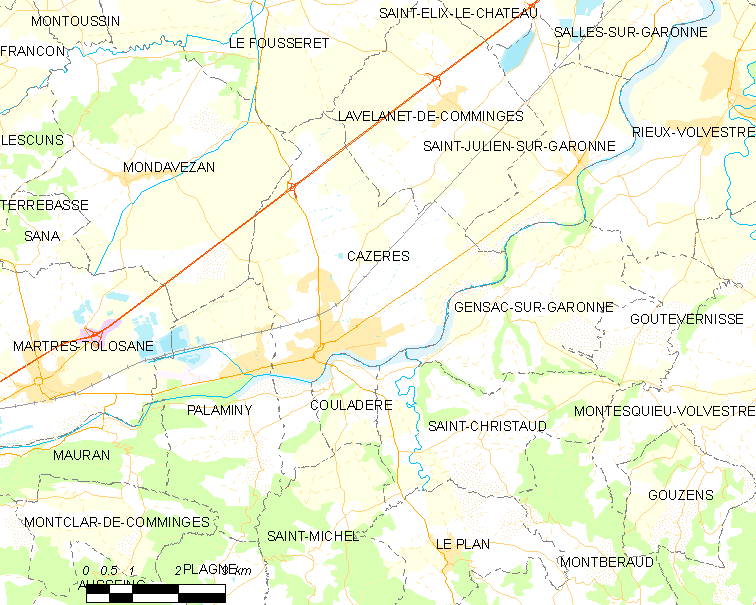
Карта коммуны

Коммуна расположена приблизительно в 640 км к югу от Парижа, в 55 км к юго-западу от Тулузы.
На юге коммуны протекает река Гаронна.

## Климат
Климат умеренно-океанический. Зима мягкая и снежная, весна характеризуется сильными дождями и грозами, лето сухое и жаркое, осень солнечная. Преобладают сильные юго-восточные и северо-западные ветры.

## Население
Население коммуны на 2010 год составляло 4667 человек.
| 1962 | 1968 | 1975 | 1982 | 1990 | 1999 | 2010 |
| ---- | ---- | ---- | ---- | ---- | ---- | ---- |
| 3050 | 3405 | 3419 | 3294 | 3155 | 3258 | 4667 |

## Администрация
| Период | Период | Фамилия       | Партия                                                                                           | Примечания               |
| ------ | ------ | ------------- | ------------------------------------------------------------------------------------------------ | ------------------------ |
| 1955   | 1989   | Жан Эстерль   | Французская секция Рабочего интернационала → Объединённая социалистическая партия → Разные левые | член генерального совета |
| 1989   | 2008   | Гастон Эскюде | Социалистическая партия                                                                          | член генерального совета |
| 2008   | 2020   | Мишель Олива  | Социалистическая партия                                                                          |                          |

## Экономика
В 2010 году среди 2743 человек трудоспособного возраста (15—64 лет) 2036 были экономически активными, 707 — неактивными (показатель активности — 74,2 %, в 1999 году было 68,0 %). Из 2036 активных жителей работали 1686 человек (940 мужчин и 746 женщин), безработных было 350 (146 мужчин и 204 женщины). Среди 707 неактивных 166 человек были учениками или студентами, 251 — пенсионерами, 290 были неактивными по другим причинам.

## Достопримечательности
- Церковь Нотр-Дам (XIV век). Исторический памятник с 1926 года[4]
- Фахверковый дом (ул. Бурге, 6; XVII век). Исторический памятник с 1973 года[5]

## Города-побратимы
- Кольбато (Испания, с 1986)

## Фотогалерея

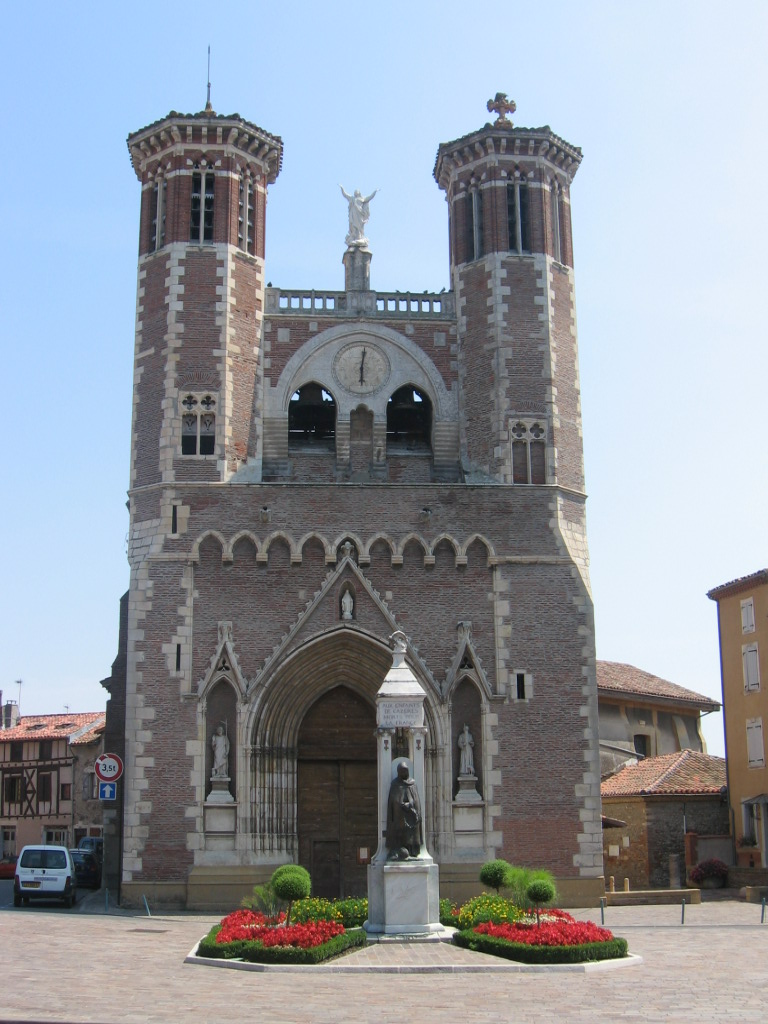
Церковь Нотр-Дам
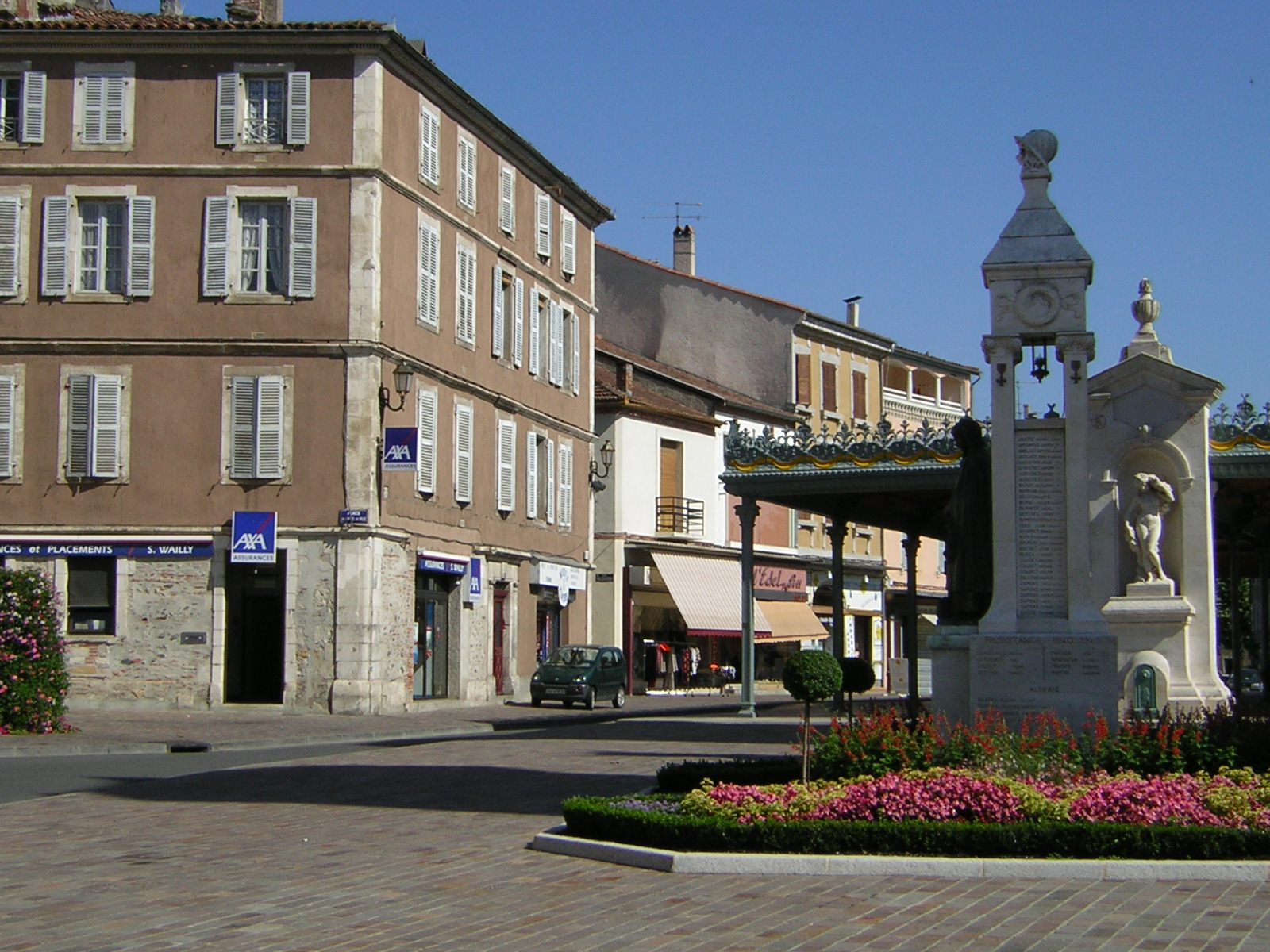
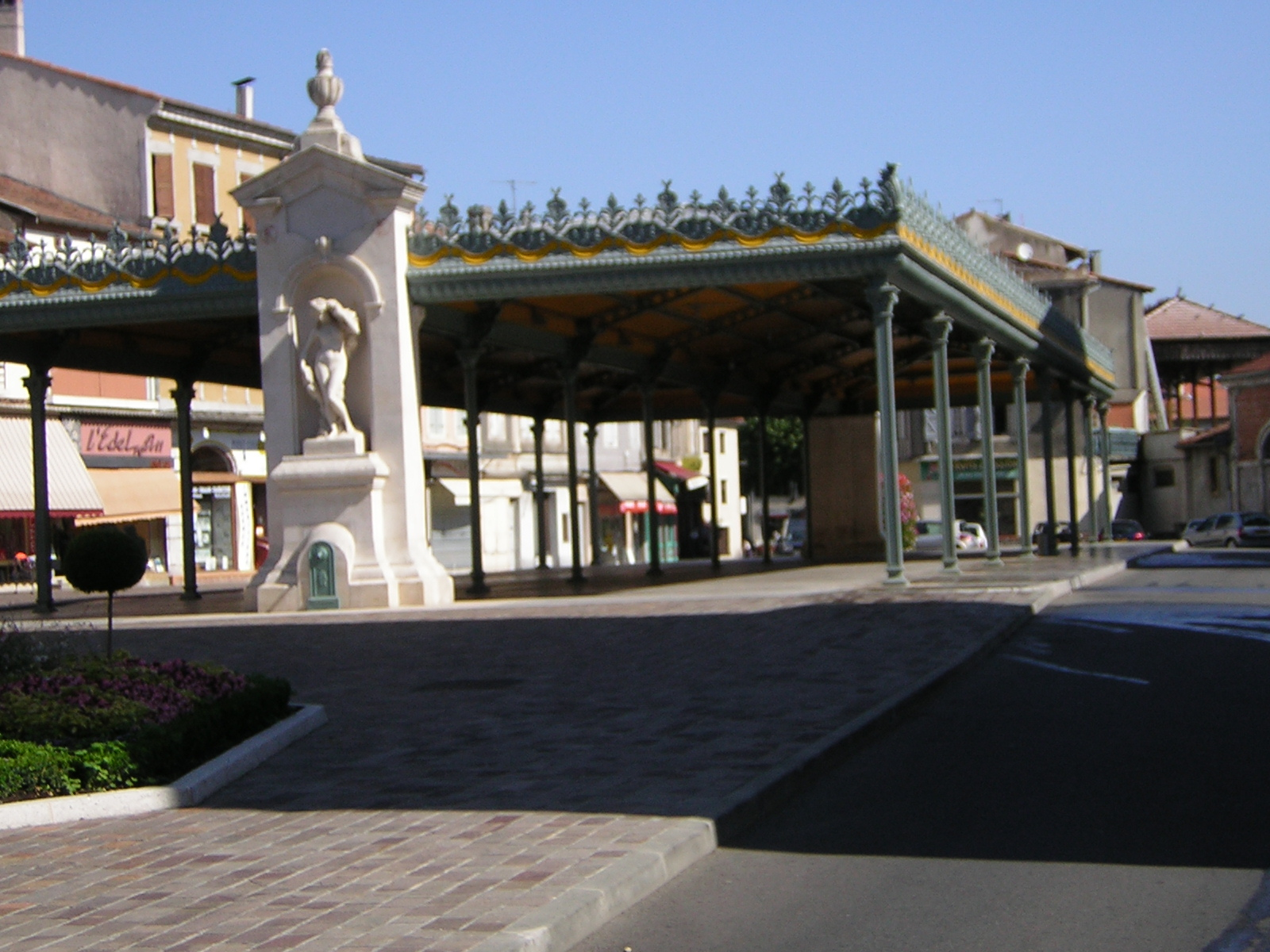
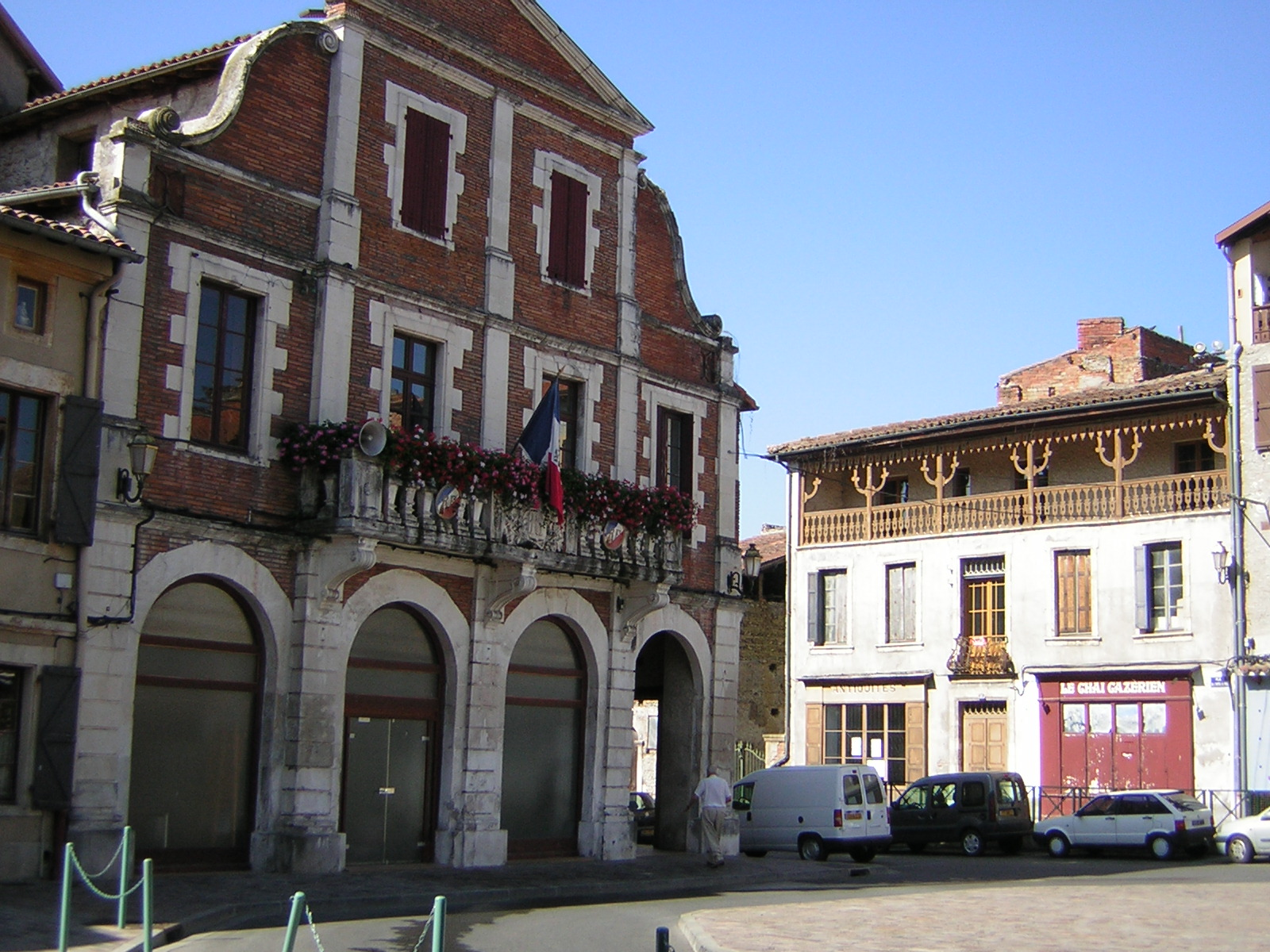
Мэрия